# Elan (éditeur)
Pour les articles homonymes, voir Elan.
Elan est un éditeur de BD Petit format assez mineur ayant exercé entre 1948 et 1951. Son siège social était au 5 boulevard des Capucines, 75002 Paris. Cet éditeur est bien plus connu pour ses Récits Complets.

## Liste des Revues
- Gong 1re série (11)
- Gong 2e série (6)
- Mister X (10)